# Jock Slater

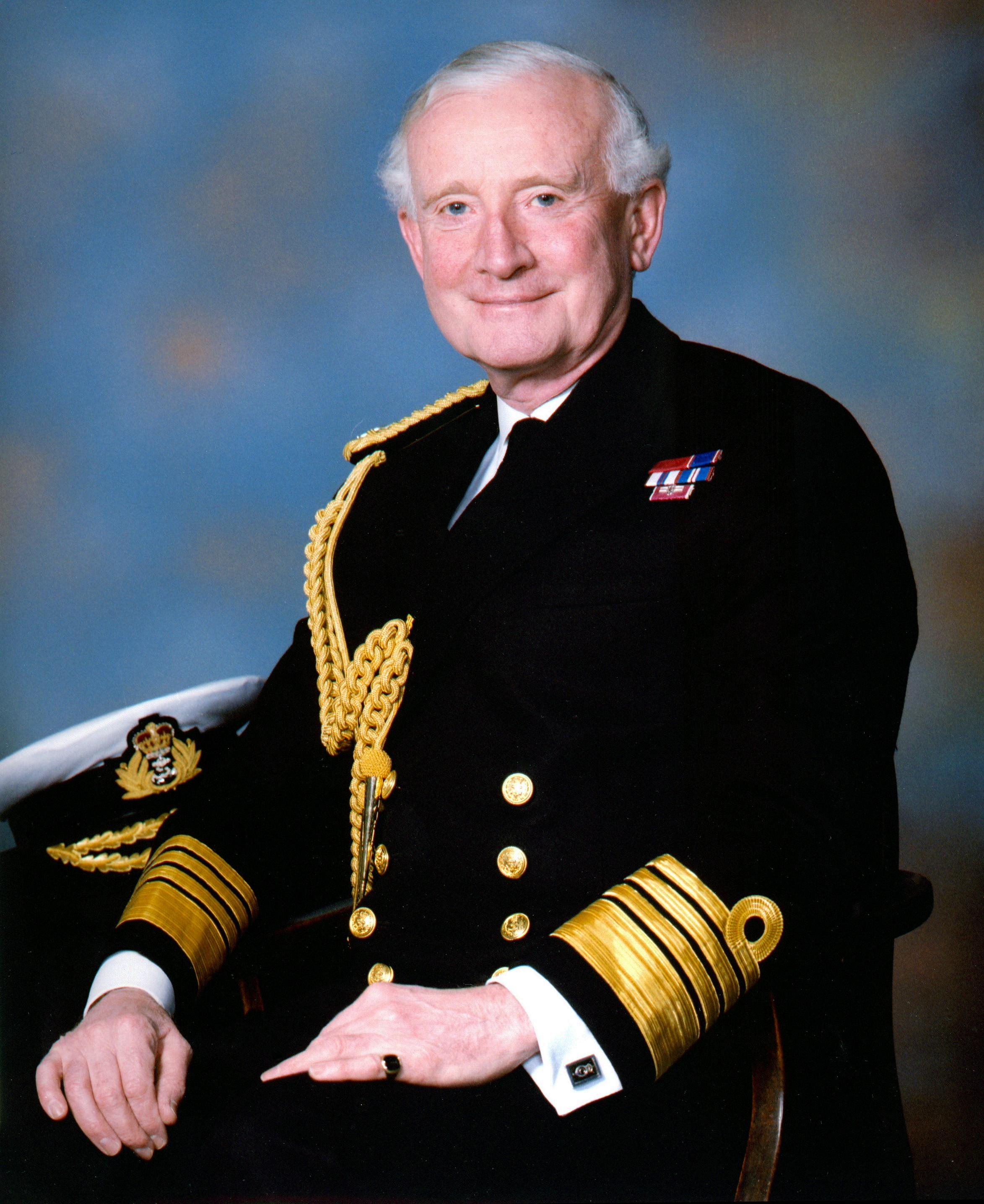
Admiral Jock Slater

Sir John „Jock“ Cunningham Kirkwood Slater, GCB (* 27. März 1938) ist ein ehemaliger britischer Admiral der Royal Navy, der unter anderem von 1993 bis 1995 Vize-Chef des Verteidigungsstabes (Vice-Chief of the Defence Staff) sowie zwischen 1995 und 1998 Erster Seelord sowie Chef des Marinestabes war. In seinem Ruhestand engagierte er sich von 2001 bis 2006 als Vorsitzender des Verwaltungsrates des Imperial War Museum.

## Leben

### Familiäre Herkunft, Seeoffizier und Schiffskommandant

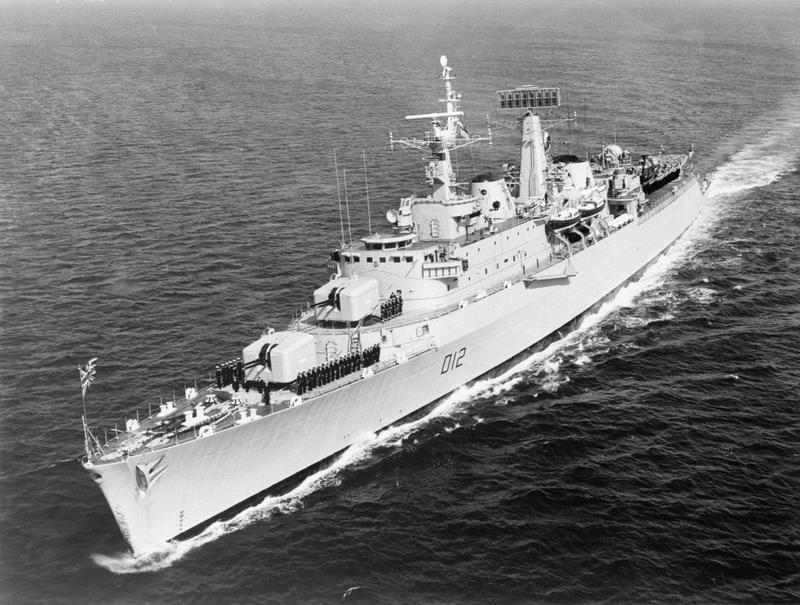
Kapitän zur See Jock Slater fungierte zwischen 1976 und 1977 als Kommandant des Zerstörers HMS Kent.

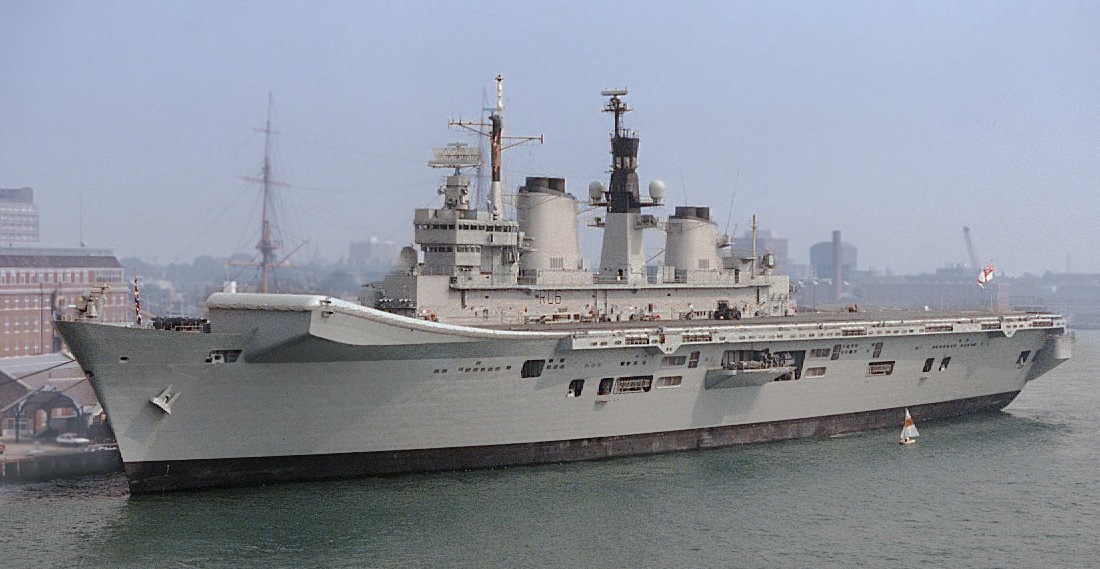
Kapitän zur See Slater war von 1981 bis 1983 auch erster Kommandant des im Juni 1982 in Dienst gestellten Flugzeugträgers Illustrious.

John „Jock“ Cunningham Kirkwood Slater, Sohn des Neurologen James Kirkwood Slater und dessen Ehefrau Margaret Claire Byrom Bramwell sowie Enkel des Neurologen Edwin Bramwell, begann nach dem Besuch der Edinburgh Academy sowie der 1525 gegründeten Sedbergh School eine Ausbildung zum Seeoffizier am Britannia Royal Naval College in Dartmouth und fand nach deren Abschluss zahlreiche Verwendungen als Offizier und Stabsoffizier. Er war unter anderem zwischen August 1976 und Dezember 1977 als Kapitän zur See (Captain) Kommandant des Zerstörers HMS Kent sowie von Mai 1981 bis Juni 1983 erster Kommandant des im Juni 1982 in Dienst gestellten Flugzeugträgers Illustrious. Im Anschluss war er zwischen Juli 1983 und Mai 1985 Kommandant der Schule für Marineoperationen (School of Maritime Operations), die HMS Dryad genannt wurde.
Als Konteradmiral (Rear-Admiral) war Slater von Juni 1985 bis September 1987 Assistierender Chef des Verteidigungsstabes für Politik und Nuklearangelegenheiten (Assistant Chief of the Defence Staff, Policy and Nuclear) und löste im Anschluss als Vizeadmiral (Vice-Admiral) im Oktober 1987 Vizeadmiral George Vallings als Flag Officer, Scotland and Northern Ireland und war damit Kommandeur der Seestreitkräfte in Schottland und Nordirland. Diesen Posten hatte er bis Februar 1989 inne und wurde im Anschluss von Vizeadmiral Michael Livesay abgelöst. Für seine Verdienste wurde er am 11. Juni 1988 zum Knight Commander des Order of the Bath (KCB) geschlagen und führte fortan den Namenszusatz „Sir“. Er selbst übernahm daraufhin im März 1989 von Vizeadmiral David Benjamin Bathurst den Posten als Vierter Seelord und Chef für Flottenunterstützung (Fourth Sea Lord and Chief of Fleet Support) und verblieb in diesem Amt bis Januar 1991, woraufhin Vizeadmiral Neville Purvis seine Nachfolge antrat.

### Aufstieg zum Admiral und Erster Seelord
Im Januar 1991 wurde Admiral Jock Slater abermals Nachfolger von Admiral David Benjamin Bathurst, und zwar dieses Mal als Oberkommandierender der Flotte (Commander-in-Chief, The Fleet) und bekleidete diese Funktion bis zu seiner Ablösung durch Admiral Hugo White im Dezember 1992. Am 13. Juni 1992 wurde er zum Knight Grand Cross des Order of the Bath (GCB) erhoben. Danach wurde er im Januar 1993 im Amt als Vizechef des Verteidigungsstabes (Vice-Chief of the Defence Staff) wieder Nachfolger von Admiral David Benjamin Bathurst. Er übte diese Funktion bis April 1995 aus und wurde daraufhin von Air Chief Marshal John Frederick Willis abgelöst. Zuletzt löste er zum vierten Mal den nunmehrigen Flottenadmiral (Admiral of the Fleet) David Benjamin Bathurst im Juli 1995 als Erster Seelord (First Sea Lord) ab und war dieser Funktion bis zu seinem Ausscheiden aus dem aktiven Militärdienst im Oktober 1998 zugleich Chef des Marinestabes (Chief of the Naval Staff). Im Oktober 1998 trat Admiral Michael Boyce seine Nachfolge in diesen Ämtern an.
Jock Slater war Mitglied des Aufsichtsrates des Schiffbauunternehmes VT Group sowie des britischen Aufsichtsrates des US-amerikanischen Rüstungs- und Technologiekonzerns Lockheed Martin. Ferner war er Vorsitzender des Exekutivkomitees der Seenotrettungsorganisation Royal National Lifeboat Institution (RNLI) sowie Deputy Lieutenant der Grafschaft Hampshire. Er wurde 2001 als Nachfolger von Air Chief Marshal Joseph Gilbert Vorsitzender des Verwaltungsrates (Board of Directors) des Imperial War Museum und hatte diese Funktion fünf Jahre lang bis 2006 inne, woraufhin Air Chief Marshal Peter Squire seine dortige Nachfolge übernahm. Daneben engagiert er sich als sogenannter Elder Brother in der Leuchtfeuerverwaltung Trinity House sowie als Liveryman der Worshipful Company of Shipwrights, der Gilde der Schiffbauer. Zudem wurde er Ehrenbürger (Freeman of the City) der City of London.